# Neolissochilus soroides
Neolissochilus soroides és una espècie de peix cipriniforme de la família dels ciprínids.

## Morfologia
Els mascles poden assolir els 45 cm de longitud total.

## Distribució geogràfica
Es troba des de Tailàndia i Cambodja fins a Malàisia.